# カール・フォン・ヴュルテンベルク
カール・ヘルツォーク・フォン・ヴュルテンベルク（ドイツ語: Carl Herzog von Württemberg, 1936年8月1日 - 2022年6月7日）は、ドイツの起業家。ヴュルテンベルク家家長（1975年 - 2022年）。

## 経歴
ヴュルテンベルク公フィリップ・アルブレヒトとその妻のハプスブルク＝トスカーナ家のオーストリア大公女ローザの次男としてフリードリヒスハーフェンに生まれる。リートリンゲンの旧制高校に通い、さらにテュービンゲン大学で法学を専攻した。大学卒業後、アルツハウゼン城のヴュルテンベルク家財産管理局で家産の運営に関わった。
1959年6月29日に兄ルートヴィヒが継承権を放棄したのに伴い、翌1960年1月19日にアルツハウゼンにおいてヴュルテンベルク家の相続人に指名され、1975年の父の死を受けて家長位を継承した。
同家の財産管理局はおよそ5500ヘクタールの森林、およそ2200ヘクタールの牧草地及び耕地、モンレポスにある50ヘクタールのブドウ農園、カナダ、オーストリア、スペインなどの森林を含む700カ所におよぶ国内外の地所、そして各種企業の株を管理している。さらに管理局はヴュルテンベルク家が旧王家として保持する70の重要文化財の維持費をも負担している。
カールは社会活動や慈善活動にも関わっており、ドイツ赤十字社やバーデン＝ヴュルテンベルク州文化保護財団をはじめとした、小児癌患者の支援団体、フリースクール団体、文化保護団体、青少年支援団体に参加していた。バーデン＝ヴュルテンベルク州文化保護財団では、1985年の創立当初から2002年まで副総裁を、2002年から2008年まで総裁を務めた。またカールはテュービンゲン大学とホーエンハイム大学の名誉理事、テュービンゲン大学友愛会および大学法人総裁を務めていた。カールは詩人ルートヴィヒ・ウーラントにちなむ「ルートヴィヒ・ウーラント賞」を創設したが、これは地域研究に功労のある人々に授与される賞である。さらにカールはヴュルテンベルク・ヨットクラブの名誉会長で、前スペイン王フアン・カルロス1世とは親友の間柄でもあった。
2002年、カールは教皇ヨハネ・パウロ2世より、ベネディクト会出身のゲプハルト・フュルスト司教を通じてロッテンブルク＝シュトゥットガルト司教区にカトリックの学制を設置する許可を与えられた。2008年11月8日には、ファレンダー哲学・神学大学より名誉神学博士号を授与された。
次期家長となるはずだった長男フリードリヒが2018年5月に交通事故で亡くなった後は次第に公の場に姿を見せなくなっていき、2020年1月に通常業務からの引退を発表した。

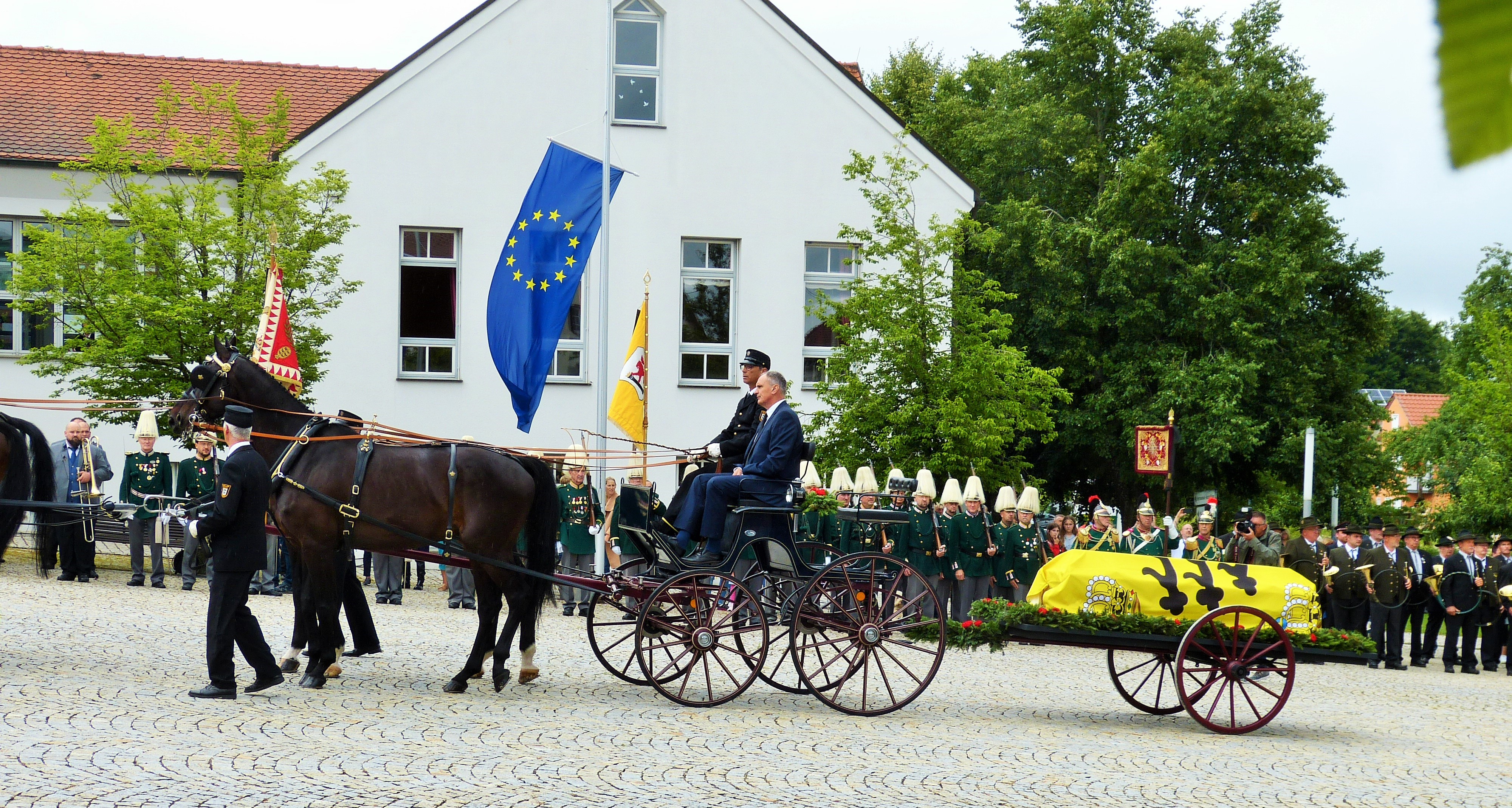
葬列（2022年7月1日）

2022年6月7日、ラーフェンスブルクの病院において85歳で亡くなった。ヴュルテンベルク家家長位は孫のヴィルヘルムが受け継いでいる。

## 結婚と子女
1960年7月18日、ディアーヌ・ドルレアン（オルレアン家家長のパリ伯アンリの四女）と結婚した。ディアーヌとの間に4男2女を儲けた。
- フリードリヒ（ドイツ語版）（1961年 - 2018年） - 1993年にヴィート侯女ヴィルヘルミーネ・マリー（ヴィート侯フリードリヒ[注釈 1]の曾孫）と結婚し、1男ヴィルヘルムほか2女を儲ける
- マティルデ（1962年 - ） - 1988年にヴァルトブルク・ツー・ツァイル・ウント・トラウフブルク侯世子エーリヒ（バイエルン王家家長アルブレヒトの孫）と結婚し、5女を儲ける
- エーバーハルト（1963年 - ） - 2011年にルシア・デジレ・コプフと結婚、1男2女を儲ける
- フィリップ（1964年 - ） - 1991年にマリー・カロリーネ・イン・バイエルン（バイエルン公マックス・エマヌエルの次女）と結婚し、1男3女を儲ける
- ミヒャエル（1965年 - ） - 2006年にユリア・シュトルツと結婚
- エレオノーレ・フロイア（1977年 - ） - 2003年にゲース伯モーリッツと結婚し1男2女を儲ける

## 栄典

オーストリア金羊毛騎士団員としての紋章

- 金羊毛勲章（ハプスブルク＝ロートリンゲン家）